# Война токов (фильм)
«Война́ то́ков» (англ. The Current War) — американская историческая драма режиссёра Альфонсо Гомес-Рехона. Сюжет картины основан на реальных событиях.
Премьерный показ фильма состоялся 9 сентября 2017 года на Кинофестивале в Торонто. В мировой прокат фильм планировалось выпустить 22 декабря 2017 года, однако в октябре релиз был отложен на неопределённый срок. Мировая премьера обновленной режиссёрской версии, доработанной при участии Мартина Скорсезе, состоялась в 2019 году.

## Сюжет
В 1880 году Томас Эдисон представил миру свою электрическую лампочку и отдал предпочтение постоянному току, который дешевле и эффективнее, чем газовый свет, но ограничен в дальности распространения по проводам и дорог. Джордж Вестингауз, успешный бизнесмен и изобретатель, хочет узнать больше и приглашает Эдисона на ужин. После того, как Эдисон пренебрежительно относится к Вестингаузу, тот решает доказать, что переменный ток является лучшей технологией, поскольку может работать на больших расстояниях и при значительно меньших затратах. Эдисон и Вестингауз разворачивают конкурентную борьбу, чтобы города по всем Соединённым Штатам использовали их систему. Блестящий изобретатель Никола Тесла прибывает в Соединённые Штаты и начинает работать с Эдисоном, но разочарован нежеланием Эдисона пересмотреть свои идеи в пользу переменного тока. Также Эдисон не выполнил финансовое обязательство перед Тесла, выдав свое обещание за шутку. Никола покидает команду Эдисона и основывает собственное дело.
Эдисон яростно охраняет свои патенты и подает в суд на Вестингауза. Эдисон предполагает, что переменный ток опасен для здоровья человека и начинает кампанию по дискредитации. Эдисон показывает, что ток легко убивает животных, и тайно работает, чтобы помочь авторам идеи казни с помощью электрического стула, несмотря на его предыдущие возражения против изготовления оружия или других машин смерти. Вестингауз отстаивает технические достоинства переменного тока. В то время как Эдисон ищет способы сделать постоянный ток более доступным, Вестингауз пытается заставить высоковольтную систему переменного тока работать с двигателями. Умирает жена Эдисона, и Вестингауз также испытывает личную трагедию, когда его друг Франклин Поуп умирает в результате поражения электрическим током. Оба сталкиваются со значительным финансовым риском. Для получения средств Эдисон продает свой аппарат «Фонограф» записывающий голос. Первый человек, который умер от казни на электрическом стуле, — это Уильям Кеммлер, а газеты называют это событие «Куда хуже, чем повешение». Выкупив секретную переписку, Вестингауз обнаруживает причастность Эдисона и рассказывает об этом прессе.
После неудачной попытки решить проблему самостоятельно, Вестингауз обращается к Тесла с просьбой поработать вместе и построить практически действующий электродвигатель переменного тока. От услуг компании Эдисона все отказываются, и Джон Морган преобразовывает Edison Electric в General Electric. Конкурирующие системы вновь сталкиваются, поскольку обе выдвигают предложения по освещению Всемирной выставки в Чикаго. Сэмюэл Инсулл представляет заявку от имени Эдисона, а Вестингауз представляет свою конкурирующую заявку. Вестингауз выигрывает тендер и эффектно освещенная ярмарка открывается. На ярмарке состоялась короткая встреча противников. Эдисон отвечает на вопрос Вестингауза, каково было создать лампу накаливания, и предполагает, что его следующее изобретение «кинетоскоп» (которое легло в основу будущей технологии кинематографа) может быть настолько невероятным, что люди, возможно, забудут, что его имя когда-либо ассоциировалось с электричеством. Следующим проектом компании Вестингауза становится ГЭС на Ниагаре, первая электростанция на основе оборудования разработанного Никола Тесла, давшая ток в 1895 году.

## В ролях
- Бенедикт Камбербэтч — Томас Эдисон
- Майкл Шеннон — Джордж Вестингауз
- Николас Холт — Никола Тесла
- Кэтрин Уотерстон — Маргарет Эрскин
- Том Холланд — Сэмюэль Инсулл
- Таппенс Миддлтон — Мэри Стилуэлл Эдисон
- Мэттью Макфэдьен — Дж. П. Морган
- Конор Макнилл — Уильям Кеммлер
- Дэмьен Молони — Бурк Кокран
- Саймон Манонда — Льюис Ховард Латимер
- Стэнли Таунсенд — Франклин Поуп
- Джон Шваб — Рудольф Янг
- Луи Эшборн Серкис — Даш Старший
- Кори Джонсон — Честер Алан Артур, 21-й президент США

## Производство
3 мая 2012 года стало известно, что компания Тимура Бекмамбетова приобрела права на сценарий Майкла Митника «Война токов». Бекмамбетов должен был быть режиссёром фильма. 31 марта 2014 года стало известно, что актёр Бен Стиллер вёл переговоры для съёмок в фильме. По состоянию на 24 сентября 2015 год Бенедикт Камбербэтч и Джейк Джилленхол вели переговоры, чтобы сыграть роли Томаса Эдисона и Джорджа Вестингауза. 29 сентября 2015 года на роль Вестингауза был выбран Майкл Шеннон. 4 октября 2016 года к актёрскому составу присоединился Николас Холт. В ноябре 2016 года на роли Маргарет Эрскин и Сэмюэля Инсулла были выбраны Кэтрин Уотерстон и Том Холланд соответственно. В декабре того же года к актёрскому составу присоединились Таппенс Миддлтон и Мэттью Макфэдьен.

### Съёмки
Основные съёмки начались 18 декабря 2016 года в Лондоне и его прилегающих районах.

## Релиз
Первоначально кинокомпания The Weinstein Company планировала релиз фильма на 22 декабря 2017 года, а затем перенесла его на 24 ноября. Мировая премьера фильма состоялась 9 сентября 2017 года на кинофестивале в Торонто. После того, как в октябре 2017 года разразился скандал вокруг обвинений в сексуальных домогательствах Харви Вайнштейна, совладельца The Weinstein Company, фильм был снят с проката, а его релиз отложен на неопределённый срок. В июне 2019 года в сети появился первый официальный трейлер картины.
Премьера была намечена на октябрь 2019 года.
Фильм вышел в прокат в Великобритании, Вьетнаме и Ирландии 26 июля 2019 года, в Индии — 1 ноября 2019 года, в России — 5 декабря 2019 года, в Испании и Мексике — 10 января 2020 года.